# 590 (tal)
590 är det naturliga heltal som följer 589 och följs av 591.

## Matematiska egenskaper
- 590 är ett jämnt tal.
- 590 är ett sammansatt tal.
- 590 är ett defekt tal.
- 590 är ett Sfeniskt tal.
- 590 är ett Pentagontal.

## Inom vetenskapen
- 590 Tomyris, en asteroid.